# 丁燕来
丁燕来，男，汉族，视觉效果总监，2014年1月创办北京橙视觉（Orange VFX）电影科技有限公司。担任特效监制的代表作有《流浪地球系列电影》等。

## 简历
毕业于中央美术学院。
2008年12月至2014年1月任NAGA FX视效指导。
凭借电影《流浪地球》获得第14届亚洲电影大奖最佳视觉效果奖提名。